# HD 224693
HD 224693は、くじら座の8等星。太陽系外惑星が発見されている。
G2Vのスペクトルを持つ黄色の主系列星で、太陽に比べて半径は約1.7倍、質量は約1.3倍ほど大きい。ガイア計画で観測された年周視差によると地球から約306光年の位置にある。

## 惑星系
2006年、ケック望遠鏡による視線速度の測定から、HD 224693を公転する太陽系外惑星が発見された。
| 名称 （恒星に近い順） | 質量      | 軌道長半径 （天文単位） | 公転周期 (日) | 軌道離心率  | 軌道傾斜角 | 半径      |
| --------------------- | --------- | ----------------------- | ------------- | ----------- | ---------- | --------- |
| b (Xólotl)            | > 0.71 MJ | 0.192                   | 26.73 ± 0.02  | 0.05 ± 0.03 | —          | 0.8922 RJ |

## 名称
2019年、世界中の全ての国または地域に1つの系外惑星系を命名する機会を提供する「IAU100 Name ExoWorldsプロジェクト」において、HD 224693 と HD 224693b はメキシコ合衆国に割り当てられる系外惑星系となった。このプロジェクトは、「国際天文学連合100周年事業」の一環として計画されたイベントの1つで、メキシコ国内での選考、国際天文学連合 (IAU) への提案を経て太陽系外惑星とその主星に固有名が承認されるものであった。2019年12月17日、IAUから最終結果が公表され、HD 224693はAxólotl、HD 224693 bはXólotlと命名された。これらは、アステカ神話に関連するメキシコの動物のナワトル語での名前に由来しており、Axólotl はナワトル語で「水棲動物」を意味し、メキシコ盆地固有の両生類であるメキシコサンショウウオ（アホロートル）に、Xólotl はナワトル語で「動物」を意味し、宵の明星に関連付けられた神ショロトルに、それぞれちなんで名付けられた。